# Rezerwat przyrody Skotniki Górne
Rezerwat przyrody Skotniki Górne – rezerwat stepowy na terenie Nadnidziańskiego Parku Krajobrazowego, w gminie Pińczów w powiecie pińczowskim, w województwie świętokrzyskim.
- Powierzchnia: 1,90 ha[3]
- Rok utworzenia: 1962
- Dokument powołujący: Rozp. MLiPD z 28 lipca 1962; MP. 68/1962, poz. 319
- Numer ewidencyjny WKP: 032
- Charakter rezerwatu: częściowy (podlega ochronie czynnej[4])
- Przedmiot ochrony: fragment zbocza kuesty gipsowej z ciekawymi roślinami (murawy kserotermiczne) i owadami stepowymi

Na wschód od rezerwatu znajduje się pomnik przyrody – Jaskinia Lisia, a w jej pobliżu Jaskinia w Skotnikach Górnych.